# Shigeyuki Miya
Shigeyuki Miya (宮 繁之 Miya Shigeyuki?, Prefectura de Shizuoka, 14 de noviembre de 1975) es un animador, director, guionista gráfico y diseñador de personajes de anime japonés.

## Biografía
Shigeyuki Miya nació el 14 de noviembre de 1975 en la Prefectura de Shizuoka. Comenzó su carrera como productor en Studio Deen en 1999, donde empezó a aprender sobre animación. Inicialmente, Miya planeó seguir la tradición familiar de la enseñanza, pero luego se dedicó a la animación después de que su compañero animador y director Kazuhiro Furuhashi le pidiera que proporcionara animación para la serie de anime de 1996 Ruroni Kenshin, una serie que Furuhashi estaba dirigiendo en Studio Deen.
Miya comenzó a dibujar sus primeros guiones gráficos durante la producción de la serie de anime Kyōgoku Natsuhiko: Kōsetsu Hyaku Monogatari de TMS Entertainment en 2003, donde también trabajó como diseñador de personajes, después de ser contactado por el productor de la serie, Hiromichi Ōishi. Miya tuvo su debut como director con el especial de televisión número 17 de Lupin III titulado Lupin III: Tenshi no Tactics - Yume no Kakera wa Koroshi no Kaori que se lanzó en 2005.
Continuó su trabajo como director en la adaptación de la serie de manga Buzzer Beater de Takehiko Inoue, donde también se encargó del diseño de personajes. La serie duró dos temporadas, de 2005 a 2007. En 2009, se unió a la producción de Madhouse de la serie Aoi Bungaku, que adaptaba seis historias cortas de la literatura japonesa. Miya estuvo a cargo de la dirección y el diseño de personajes para los episodios basados en la novela Kokoro de Natsume Sōseki. En 2013, Miya dirigió la adaptación de Brain's Base de la serie de manga Blood Lad de Yūki Kodama, que tuvo 13 episodios. En 2014, Miya regresó a Brain's Base para dirigir la serie de televisión de anime Bokura wa Minna Kawai-sō basada en la serie de manga del mismo nombre de Ruri Miyahara que duró 12 episodios. Miya dirigió, junto a Tomomi Kamiya, la adaptación televisiva de Production I.G de la serie manga Kaiju No. 8 de Naoya Matsumoto. La serie se estrenó el 13 de abril de 2024.
Miya usa el seudónimo Saraichito (更一灯?) en producciones donde tuvo un rol complementario para brindar más atención al personal que trabajaba en un proyecto.

## Trabajos

### Series de televisión
Destaca papeles con funciones de dirección de series.
| Año  | Título                                      | Director(es) | Estudio                                      | Funciones | Refs.                |
| ---- | ------------------------------------------- | --- | -------------------------------------------- | --- | -------------------- |
| 2000 | Vandread                                    | Takeshi Mori | Gonzo                                        | Animación clave (#3, 9) | [ 15 ]               |
| 2001 | The SoulTaker: Tamashii-gari                | Akiyuki Shinbo                                                                                                  | Tatsunoko Production                         | Animación clave (#5) | [ 16 ]               |
| 2001 | Geisters - Fractions of the Earth           | Sumio Watanabe (#1-8) Kōji Itō (#9-26)                                                                          | Plum                                         | Animación intermedia (#15) Comprobación intermedia (#13, 15) Animación clave (#15, 17)                                         | [ 17 ]               |
| 2001 | S-cry-ed                                    | Gorō Taniguchi Rion Kujō                                                                                        | Sunrise                                      | Animación clave (#4, 10, 15, 20)                                                                                               | [ 18 ]               |
| 2001 | Taiho Shichauzo: Second Season              | Kazuhiro Furuhashi Shōgo Kawamoto                                                                               | Studio Deen                                  | Animación clave (#18, 22, 26)                                                                                                  | [ 19 ]               |
| 2002 | Ghost in the Shell: Stand Alone Complex     | Kenji Kamiyama                                                                                                  | Production I.G                               | Animación clave (#19) | [ 20 ]               |
| 2002 | Haibane Renmei                              | Tomokazu Tokoro                                                                                                 | Radix                                        | Animación clave (#OP) | [ 21 ]               |
| 2003 | Lime-iro Senkitan                           | Iku Suzuki | Studio Hibari                                | Animación clave (#OP, ED) | [ 22 ]               |
| 2003 | Sonic X                                     | Hajime Kamegaki                                                                                                 | TMS Entertainment                            | Animación clave | [ 23 ]               |
| 2003 | Kyōgoku Natsuhiko: Kōsetsu Hyaku Monogatari | Hideki Tonokatsu                                                                                                | TMS Entertainment                            | Diseño de personajes Guionista gráfico (#2) Director de animación (#1; OP)                                                     | [ 3 ]                |
| 2004 | Bleach                                      | Noriyuki Abe | Pierrot                                      | Guionista gráfico (#207, 211)                                                                                                  | [ 24 ]               |
| 2005 | Buzzer Beater                               | Shigeyuki Miya                                                                                                  | TMS Entertainment                            | Director Diseño de personajes Director de episodio (#1) Guionista gráfico (#1) Director de animación (#10)                     | [ 7 ]                |
| 2007 | Buzzer Beater 2nd Season                    | Shigeyuki Miya                                                                                                  | TMS Entertainment                            | Director Diseño de personajes Animación clave (#4, 6, 12-13) Animación (#OP)                                                   | [ 7 ]                |
| 2007 | Moonlight Mile 1st Season: Lift Off         | Iku Suzuki | Studio Hibari                                | Animación clave (#OP, ED) | [ 25 ]               |
| 2007 | Moonlight Mile 2nd Season: Touch Down       | Iku Suzuki | Studio Hibari                                | Animación clave (#OP) | [ 26 ]               |
| 2008 | Yes! Precure 5 GoGo!                        | Toshiaki Komura                                                                                                 | Toei Animation                               | Director de episodios (#26, 30)                                                                                                | [ 27 ]               |
| 2009 | Hajime no Ippo: New Challenger              | Jun Shishido | Madhouse                                     | Guionista gráfico (#17) Animación clave (#OP)                                                                                  | [ 28 ]               |
| 2009 | Aoi Bungaku                                 | Morio Asaka (#1-4) Tetsurō Araki (#5-6) Shigeyuki Miya (#7-8) Ryōsuke Nakamura (#9-10) Atsuko Ishizuka (#11-12) | Madhouse                                     | Director (#7-8) Diseño de personajes (#7-8) Director de episodios (#7-8) Guionista gráfico (#7-8) Director de animación (#7-8) | [ 8 ]                |
| 2009 | Kobato.                                     | Mitsuyuki Masuhara                                                                                              | Madhouse                                     | Guionista gráfico (#14, 18) | [ 29 ]               |
| 2010 | Highschool of the Dead                      | Tetsurō Araki                                                                                                   | Madhouse                                     | Guionista gráfico (#3) | [ 30 ]               |
| 2011 | Blade                                       | Mitsuyuki Masuhara                                                                                              | Madhouse                                     | Diseño de monstruos Guionista gráfico (#8, 10)                                                                                 | [ 31 ]               |
| 2012 | Sakamichi no Apollon                        | Shin'ichirō Watanabe                                                                                            | Tezuka Productions MAPPA                     | Guionista gráfico (#5) Animación clave (#2, 4)                                                                                 | [ 32 ]               |
| 2013 | Blood Lad                                   | Shigeyuki Miya                                                                                                  | Brain's Base                                 | Director Guionista gráfico (#1, 9-10) Director de animación (#2-3)                                                             | [ 9 ]                |
| 2014 | Bokura wa Minna Kawai-sō                    | Shigeyuki Miya                                                                                                  | Brain's Base                                 | Director Guionista gráfico (#1, 10)                                                                                            | [ 11 ]               |
| 2014 | Zankyō no Terror                            | Shin'ichirō Watanabe                                                                                            | MAPPA                                        | Guionista gráfico (#8) | [ 33 ]               |
| 2014 | Garo: The Animation                         | Yūichirō Hayashi                                                                                                | MAPPA                                        | Diseño de terror (#4) Ilustración de fondo del patrocinador (#8) Guionista gráfico (#4)                                        | [ 34 ]               |
| 2014 | Kamigami no Asobi                           | Tomoyuki Kawamura                                                                                               | Brain's Base                                 | Animación clave (#12) | [ 35 ]               |
| 2015 | Shokugeki no Sōma                           | Yoshitomo Yonetani                                                                                              | J.C.Staff                                    | Guionista gráfico (#10) | [ 36 ]               |
| 2015 | Ushio to Tora                               | Kunihiko Yuyama                                                                                                 | MAPPA Studio VOLN                            | Guionista gráfico (#13, 16))                                                                                                   | [ 37 ]               |
| 2017 | Onihei                                      | Shigeyuki Miya                                                                                                  | Studio M2                                    | Director Diseño de personajes Guionista gráfico (#1, 13)                                                                       | [ 38 ] [ 39 ] [ 40 ] |
| 2017 | Boruto: Naruto Next Generations             | Noriyuki Abe Hiroyuki Yamashita                                                                                 | Pierrot                                      | Guionista gráfico (#193) | [ 41 ]               |
| 2017 | Shokugeki no Sōma: San no Sara              | Yoshitomo Yonetani                                                                                              | J.C.Staff                                    | Guionista gráfico (#5) | [ 42 ]               |
| 2018 | Overlord II                                 | Naoyuki Itō | Madhouse                                     | Guionista gráfico (#6) | [ 43 ]               |
| 2019 | Shōmetsu Toshi                              | Shigeyuki Miya                                                                                                  | Madhouse                                     | Director Director de episodio (#3) Guionista gráfico (#1-4, 6, 11-12; OP, ED)                                                  | [ 44 ]               |
| 2020 | Oshiri Tantei 4th Season                    | Hiroki Shibata                                                                                                  | Toei Animation                               | Guionista gráfico (#59) | [ 45 ]               |
| 2021 | RE-MAIN                                     | Masafumi Nishida Kiyoshi Matsuda                                                                                | MAPPA                                        | Guionista gráfico (#2-10) | [ 46 ]               |
| 2021 | Takt op. Destiny                            | Yūki Itō | MAPPA Madhouse                               | Guionista gráfico (#11) | [ 47 ]               |
| 2022 | Black★★Rock Shooter: Dawn Fall              | Tensho | Bibury Animation Studios Bibury Animation CG | Guionista gráfico (#11-12) | [ 48 ]               |
| 2023 | Mononogatari                                | Ryūichi Kimura                                                                                                  | Bandai Namco Pictures                        | Guionista gráfico (#7, 12) | [ 49 ]               |
| 2023 | Vinland Saga Season 2                       | Shūhei Yabuta                                                                                                   | MAPPA                                        | Guionista gráfico (#18-19) | [ 50 ]               |
| 2023 | Jigokuraku                                  | Kaori Makita | MAPPA                                        | Guionista gráfico (#5, 11) | [ 51 ]               |
| 2023 | Mononogatari 2nd Season                     | Ryūichi Kimura                                                                                                  | Bandai Namco Pictures                        | Guionista gráfico (#18) | [ 52 ]               |
| 2024 | Bucchigiri?!                                | Hiroko Utsumi                                                                                                   | MAPPA                                        | Guionista gráfico (#4) | [ 53 ]               |
| 2024 | Kaiju No. 8                                 | Shigeyuki Miya Tomomi Kamiya                                                                                    | Production I.G                               | Director Guionista gráfico (#7, 12)                                                                                            | [ 12 ]               |
| 2025 | Lazarus                                     | Shin'ichirō Watanabe                                                                                            | MAPPA                                        | Guionista gráfico (#3) | [ 54 ]               |
| 2025 | Kaiju No. 8 2nd Season                      | Shigeyuki Miya                                                                                                  | Production I.G                               | Director Guionista gráfico (#13)                                                                                               | [ 55 ]               |

### Películas
Destaca papeles con funciones de dirección de series.
| Año  | Título                   | Director(es)                 | Estudio        | Funciones       | Refs.  |
| ---- | ------------------------ | ---------------------------- | -------------- | --------------- | ------ |
| 2015 | Boruto: Naruto the Movie | Hiroyuki Yamashita           | Pierrot        | Animación clave | [ 56 ] |
| 2025 | Kaiju No. 8 Movie        | Shigeyuki Miya Tomomi Kamiya | Production I.G | Director        | [ 57 ] |

### ONAs
Destaca papeles con funciones de dirección de series.
| Año  | Título         | Director(es)    | Estudio | Funciones                                                   | Refs.  |
| ---- | -------------- | --------------- | ------- | ----------------------------------------------------------- | ------ |
| 2008 | Bōnen no Xamdō | Masayuki Miyaji | Bones   | Director de episodios (#13, 22) Guionista gráfico (#18, 22) | [ 58 ] |

### OVAs
Destaca papeles con funciones de dirección de series.
| Año  | Título                             | Director(es)                                                                                       | Estudio     | Funciones | Refs.        |
| ---- | ---------------------------------- | -------------------------------------------------------------------------------------------------- | ----------- | --- | ------------ |
| 1999 | Rurouni Kenshin: Tsuioku-Hen       | Kazuhiro Furuhashi                                                                                 | Studio Deen | Avance de producción (#3-4) | [ 2 ] [ 59 ] |
| 2000 | éX-Driver                          | Jun Kawagoe                                                                                        | Actas       | Animación | [ 60 ]       |
| 2002 | Sentō Yōsei Yukikaze               | Masahiko Ōkura                                                                                     | Gonzo       | Animación clave (#2) | [ 61 ]       |
| 2011 | Supernatural The Animation         | Shigeyuki Miya (#1, 4-5, 8, 12-14, 17, 19, 21-22) Atsuko Ishizuka (#2-3, 6-7, 9-11, 15-16, 18, 20) | Madhouse    | Director (#1, 4-5, 8, 12-14, 17, 19, 21-22) Diseño de personajes originales Director de episodio (#22) Guionista gráfico (#1, 4-5, 12, 17, 21-22) Animación clave (#22) | [ 62 ]       |
| 2017 | Onihei: Sono Otoko, Heizō Hasegawa | Shigeyuki Miya                                                                                     | MAPPA       | Director Diseño de personajes Guionista gráfico | [ 63 ]       |

### Especiales
Destaca papeles con funciones de dirección de series.
| Año  | Título                                                            | Director(es)                 | Estudio           | Funciones                                       | Refs.  |
| ---- | ----------------------------------------------------------------- | ---------------------------- | ----------------- | ----------------------------------------------- | ------ |
| 2005 | Lupin III: Tenshi no Tactics - Yume no Kakera wa Koroshi no Kaori | Shigeyuki Miya               | TMS Entertainment | Director Guionista gráfico                      | [ 5 ]  |
| 2008 | Lupin III: Green vs. Red                                          | Shigeyuki Miya               | TMS Entertainment | Director Director de episodio Guionista gráfico | [ 64 ] |
| 2010 | Magic Kaito                                                       | Toshiki Hirano               | TMS Entertainment | Guionista gráfico (#8)                          | [ 65 ] |
| 2017 | Onihei Pilot                                                      | Shigeyuki Miya               | MAPPA             | Director                                        | [ 66 ] |
| 2025 | Kaiju No. 8: Hoshina no Kyūjitsu                                  | Shigeyuki Miya Tomomi Kamiya | Production I.G    | Director                                        | [ 57 ] |